# 伊万·沙皮纳
伊万·沙皮纳（1999年11月17日—），克罗地亚男子跆拳道运动员，2019年世界跆拳道锦标赛男子87公斤级铜牌得主、2023年世界跆拳道锦标赛男子87公斤级银牌得主。